# Saarland zum Selbermachen
Saarland zum Selbermachen ist ein Förderprogramm der Saarländischen Landesregierung zur Unterstützung ehrenamtlicher Aktivitäten, das 2013 von Annegret Kramp-Karrenbauer, der damaligen Ministerpräsidentin  des Saarlandes ins Leben gerufen wurde. Ihr Nachfolger Ministerpräsident Tobias Hans führt das Programm, das inzwischen in die 18. Förderungsrunde geht, weiter.
Bisher wurden über 300 Einzelprojekte unbürokratisch mit jeweils bis zu 3000 Euro gefördert. Unterstützt werden gemeinwohlorientierte Projekte des bürgerschaftlichen Engagements, die in Planung sind, bereits laufen oder verlängert werden sollen, in saarländischen Städten und Gemeinden. Die Auswahl aus der Vielzahl von eingereichten Projekten trifft zweimal jährlich eine unabhängige Jury. Die Preisverleihung findet im Rahmen einer festlichen Veranstaltung statt.

## Entwicklung
Das Programm startete 2013 mit noch relativ wenigen Projekten, da diese neue  Möglichkeit der Projektförderung noch nicht allgemein bekannt war. Die Zahl der Antragsteller erhöhte sich in den Folgejahren schnell, da die Landesregierung bewusst auf ein aufwendiges Antragsverfahren verzichtete. Wegen der Menge von interessanten Projektvorschlägen wurde das bereitgestellte Finanzvolumen mehrfach erhöht, um eine höhere Zahl von Förderungen zu ermöglichen. Bedingt durch die Corona-Pandemie konnte 2020 keine festliche Preisverleihung stattfinden. Deshalb fand im Juli 2021 in Dillingen eine Veranstaltung statt, in der Ministerpräsident Tobias Hans die 60 Preisträger der 15.–17. Förderungsrunde gemeinsam ehrte.